# Maui Mallard in Cold Shadow
Maui Mallard in Cold Shadow (con il titolo di Paperino in Cold Shadow in Italia e di Donald in Maui Mallard in Europa) è un videogioco di avventura per Mega Drive, Super NES, Windows e Game Boy
Anche se il suo protagonista ricalca le fattezze fisiche del personaggio Disney di Paperino, in realtà non si tratta di questi ma di un suo alter ego di nome Maui Mallard; all'epoca dell'uscita, infatti, la Disney Interactive voleva creare una serie dedicata a un pubblico adolescenziale, distaccandosi dai canoni disneyani e creando un personaggio ad hoc. In Italia però nel titolo del gioco figura Paperino e non Maui. Famosa diverrà la variopinta colonna sonora composta dal celebre Michael Giacchino. Il 18 maggio 2019 il gioco è stato pubblicato sulla piattaforma digitale Steam, nella sua versione per Microsoft Windows del 1996.

## Trama
Maui Mallard è un celebre detective in visita in un'isola tropicale in cui il misterioso idolo Shabuhm Shabuhm è scomparso. Shabuhm Shabuhm è considerato lo spirito guardiano dell'isola, e se non verrà ritrovato, l'intera isola esploderà. Maui è messo sul caso, e le sue ricerche lo conducono in un palazzo inquietante. Affrontando il boss di fine livello, si rende conto che necessita dei suoi poteri di ninja per proseguire nel cammino, e si dirige quindi nel campo pratica dei ninja per addestrarsi e proseguire le indagini. Qui uno stregone sfrutta i poteri ninja di Maui per creare dei cloni ninja per ostacolarlo. Alla fine del livello lo spirito protettore dell'isola gli intima di lasciare l'isola ma Maui decide comunque di proseguire. Le indagini portano in un villaggio del luogo, abitato dai nativi dell'isola, che si dimostrano estremamente aggressivi. Dopo aver superato la loro sfida nell'arena, Maui verrà catturato e gettato in un vulcano in sacrificio agli dei nativi ma riuscirà ad uscirne. Gli isolani lo mettono dunque alla prova attraverso il "test di Duckhood", che comporta l'eliminazione di un nemico giurato della tribù. Maui supera il test, guadagnandosi la fiducia degli indigeni. I nativi riferiscono a Maui che l'unica persona a sapere dove si trova l'idolo Shabuhm Shabuhm è da tempo morta, e dunque Maui attraversa la terra dei morti per accompagnare la sua anima verso il riposo. Riuscendo a localizzare Quackoo, lo spirito protettore dell'isola riconosce che Maui è l'eroe di cui l'isola ha bisogno, e quindi gli permette di ascendere a ninja completo. Nel livello finale il protagonista si scontra con il malvagio stregone precedentemente incontrato, ora possessore dell'idolo. Maui trionfa, e come segno della loro gratitudine gli indigeni chiamano la loro isola con il nome dell'eroe.

## Modalità di gioco
La struttura del gioco è platformer: il giocatore impersonerà Maui, con il quale dovrà superare 8 livelli fino ad arrivare al boss finale. Maui è dotato di punti vita, che verranno sottratti ogni volta che si subiranno dei danni, e se i punti andranno a zero, si perde una vita. Si possono scegliere diversi livelli di difficoltà, che influiscono sulle vite iniziale, sui punti vita di Maui e i danni che infliggono i nemici. Il giocatore potrà adoperare Maui in due forme, la forma base (dotata di attacchi a lungo raggio, e in grado di usare differenti tipi di proiettili tramite la pistola) e la forma ninja (con il quale sferrare potenti attacchi corpo a corpo, arrampicarsi su determinati punti e muoversi a velocità fulminea). La forma ninja tuttavia non è accessibile in alcuni livelli (in quanto sono assenti medaglioni ying-yang). Si potranno raccogliere diversi oggetti nel corso dell'avventura, alcuni utili, altri essenziali per superare i livelli.
- Bicchiere di cocktail : Cura Maui di 25 punti ferita.
- Caraffa di cocktail : Cura completamente Maui.
- Borsa d'oro : Se si collezionano abbastanza borse, si può ottenere la password del livello successivo. Particolarmente utile visto che il gioco non è dotato di salvataggi.
- Borsa medica : Rara borsa di medicine (se ne trova una in ogni livello e livello bonus). Aumenta la salute massima di Maui. Se Maui perde una vita, i punti vita torneranno a livello base.
- Maui dorato: Dona a Maui una vita extra.
- Bambola vudù: Dona a Maui un 'continue', una seconda chance nel caso si esaurissero tutte le vite.
- Testa papero vudù: Un oggetto non collezionabile, ma quando si tocca fungerà da checkpoint.
- Biglietto: Biglietto che permette di accedere al livello bonus. Viene lasciato quando un determinato nemico nel livello viene eliminato. All'inizio del livello bonus si otterranno diversi oggetti, e lo scopo è di arrivare alla fine subendo meno danni possibili, perché ogni volta che Maui verrà colpito si perderà un oggetto acquisito. Gli oggetti ottenuti sono un Maui dorato, una bambola vudù, una borsa medica e una medaglia Ying-Yang rosso.

### Proiettili
Utilizzabili da Maui nella forma base, si manifestano sotto forma di insetti e se ne possono trovare diversi tipi nel corso dei livelli, eccetto che nel secondo livello, dove sono completamente assenti. Ogni tipologia di proiettile è indicata per una tipologia di nemico e si possono miscelare diversi tra di loro, per ottenere proiettili più potenti.
- Insetto base : Spara un insetto che si disgrega in una sorta di schizzo. Sebbene sia un proiettile colpisce a corto raggio. Si trova solitamente all'inizio di ogni livello, non si può miscelare e infligge pochi danni, ma i colpi sono infiniti.
- Insetto fulmine blu : permette di sparare un velocissimo disco blu, il proiettile dal raggio più lungo.
- Insetto fiamma arancione : Spara un rapido boomerang con discreta capacità di ricerca.
- Insetto bulbo rosso : Più una granata che un proiettile, lancia una sfera a corto raggio che esplodendo infligge danni pesanti, è il proiettile più forte dei quattro di base
- Combinazione blu arancio : Permette di sparare boomerang a tre punte, che infligge più danni e traccia meglio i nemici.
- Combinazione rosso azzurro : Granata shrapnel, esplodendo rilascia cinque proiettili blu.
- Combinazione rosso arancio : Come la precedente, ma rilascia cinque boomerang arancioni.
- Combinazione rosso arancio blu: Il proiettile più forte di tutti, una granata che cancella tutti i nemici nello schermo. L'unica combinazione che consuma più unità di proiettili all'uso (cinque proiettili per tipo).
- Insetto luminoso: Non un proiettile, ma illumina il cammino durante un passaggio oscuro nel primo livello.

### Medaglie Yin-Yang
Le medaglie Yin-Yang sono essenziali per usare la forma ninja e rafforzarla. Maui all'inizio del gioco non sarà un ninja completo, ha bisogno di questi simboli per sostenere la trasformazione e diventare più potente. Quando Maui si trasforma, un contatore apparirà sotto la sua icona. Rimanere nella forma ninja riduce il contatore, e usare lo scatto fulmineo lo prosciuga molto rapidamente. Arrivato a zero Maui torna alla forma base.
- Simbolo Yin-Yang bianco : Aggiunge cento punti al contatore.
- Simbolo Yin-Yang rosso : Permette a Maui di sferrare un colpo combo aggiuntivo (fino a un massimo di 5). Alcuni si questi colpi colpiscono anche alle spalle, utili se si è circondati. Ogni volta che si perde una vita si perde un colpo combo.
- Simbolo Ying-Yang arancione: Setta il contatore al massimo livello possibile (999).

Nell'ultimo livello dove Maui diviene un ninja completo, il contatore sparisce e la forma ninja è infinita
Nella versione SNES ci sono alcune differenze riguardanti il gameplay.

## Omaggi
Sul numero 024 "Nemico invisibile" uscito nel luglio 2004 della serie a fumetti Pikappa (PK) è presente una citazione dal gioco in copertina. Infatti Paperinik viene illustrato con una benda sugli occhi e con in mano un bastone da ninja, chiaro richiamo all'altro alter ego di Paperino, ovvero Maui Mallard.